# Opòssum d'Azara
L'opòssum d'Azara, sariga d'Azara o sariga d'orelles blanques (Didelphis albiventris) és una espècie de sariga sud-americana que viu a l'Argentina, Bolívia, el Brasil, l'Equador, la Guaiana, el Perú, Surinam, l'Uruguai i Veneçuela.